# Alberto Jori
Alberto Jori (Mantova, 1958) è un filosofo italiano, studioso di filosofia greca e di scienza antica.

## Biografia
Ha studiato nelle Università di Padova, Milano, Cambridge, Monaco di Baviera e Tubinga. È considerato uno tra i massimi esperti del pensiero aristotelico: in particolare, con la sua monografia su Aristotele pubblicata nel 2003 ha posto in luce la natura di "costruttivismo aperto" della filosofia aristotelica. Di notevole importanza anche i suoi studi su Ippocrate e sulla medicina antica. Nel 2003 ha vinto il premio dell'Académie Internationale d'Histoire des Sciences - International Academy of the History of Science (Sorbona). 
Nell'ambito dell'epistemologia, ha sottolineato la complementarità strutturale tra procedimenti empirici e procedimenti dialettico-deduttivi. Un'analoga complementarità sussiste nel discorso morale (Jori, che è stato discepolo di Otfried Höffe, è un rappresentante della nuova generazione della "Filosofia pratica"), ove la dimensione etica richiama necessariamente quella metaetica, quale rigorizzazione formale dei termini della prima. 

## Opere

### Saggi
- Medicina e medici nell'antica Grecia. Saggio sul 'Perì technes' ippocratico, Il Mulino, Bologna-Napoli 1996. ISBN 8815057927
- Aristotele, Bruno Mondadori, Milano 2003. ISBN 8842497371
- Identità ebraica e sionismo in Alberto Cantoni, Giuntina, Firenze 2004. ISBN 8880572075
- Hermann Conring (1606-1681). Der Begründer der deutschen Rechtsgeschichte, MVK, Tübingen 2006. ISBN 3935625596

### Curatele
- La responsabilità ecologica Studium, Roma 1990. ISBN 8838236240
- Aristotele, Il cielo, Rusconi, Santarcangelo di Romagna 1999 (II ed. Bompiani, Milano 2002). ISBN 8845292134
- Lessing, Gli ebrei, Bompiani, Milano 2002